# Grand Prix de la côte normande
Le Grand Prix de la côte normande  est une ancienne course cycliste disputée de 1978 à 1983.

## Palmarès
| Année | Vainqueur             | Deuxième            | Troisième            |
| ----- | --------------------- | ------------------- | -------------------- |
| 1978  | Roger Legeay          | Bernard Becaas      | Jean-René Bernaudeau |
| 1979  | Bernard Becaas        | Patrick Busolini    | Claude Vincendeau    |
| 1980  | André Chalmel         | Claude Vincendeau   | Jean-René Bernaudeau |
| 1981  | Christian Levavasseur | Maurice Le Guilloux | Jacques Michaud      |
| 1982  | Joop Zoetemelk        | Jean-Paul Le Bris   | Marc Madiot          |
| 1983  | Alain Vigneron        | Hubert Linard       | Régis Clère          |